# Marcin Adam Kalinowski
Marcin Adam Kalinowski herbu Kalinowa – starosta gniewkowski w 1671 roku, starosta łojowski w 1670 roku.
W 1672 roku był deputatem województwa sandomierskiego na Trybunał Główny Koronny.